# Баспакова, Джамиля Толегеновна
Джамиля Толегеновна Баспакова (род. 15 января 1966, Темиртау, Карагандинская область, Казахская ССР) — казахстанская оперная певица (лирико-колоратурное сопрано). Народная артистка Казахстана (2024).

## Биография
Родилась 15 января 1966 года в городе Темиртау Карагандинской области.
В 1987 году окончила музыкальное училище г. Темиртау.
С 1987 по 1992 годы училась и окончила вокальный факультет  Алматинской Государственной  Консерватории им. Курмангазы (у профессора, заслуженной артистки Казахской ССР С.Г. Курмангалиевой).
С 1992 по 1993 годы стажировалась в Академии оперного искусства (г. Озимо, Италия) у профессора Марио Мелани.
С 1994 года по настоящее время ведущая солистка Казахского государственного театра оперы и балета им. Абая.
С 2013 года работает преподавателем в Казахской национальной консерватории им.Курмангазы.
Есть дочь Амина.

## Репертуар
Казахский театр оперы и балета имени Абая
- Мюзетта («Богема» Дж.Пуччини)
- Микаэла («Кармен» Ж.Бизе)
- Розалинда («Летучая мышь» И.Штраус)
- Лючия («Лючия ди Ламмермур» Г.Доницетти)
- Адина («Любовный напиток» Г.Доницетти)
- Джильда («Риголетто» Дж.Верди)
- Розина («Севильский цирюльник» Дж.Россини)
- Томирис («Томирис» А.Серкебаев)
- Лю («Турандот» Дж.Пуччини)
- Виолетта («Травиата» Дж.Верди)
- Маргарита («Фауст» Ш.Гуно)
- Марфа («Царская невеста» Н.Римский-Корсаков)
- Венера («Тангейзер» Р.Вагнер)
- Оскар («Бал-маскарад» Дж.Верди)
- Констанца («Похищение из Сераля» В.Моцарт)
- Ганна («Весёлая вдова» Ф.Легар)
- Партия сопрано («Кармина Бурана» К.Орф)

## Достижения
Награды вокальных конкурсов:
- 1991 — Лауреат Международного конкурса вокалистов имени К. Байсеитовой (Алматы).

## Награды
- 1994 — Указом Президента Республики Узбекистан награждена почётным званием «Заслуженная артистка Республики Узбекистан» (26 мая 1994 года)[1]
- 1999 — Указом Президента Республики Казахстан награждена почётным званием «Заслуженный деятель Республики Казахстан».
- 2024 (23 октября) — присвоено почётное звание «Народный артист Казахстана».[2]